# Ghardaïa
Ghardaïa   este un oraș  în  centrul Algeriei, în zona văii M'zab. Este reședința  provinciei  Ghardaïa. Datorită arhitecturii sale medievale, localitatea face parte din Patrimonul Cultural Mondial UNESCO.